# Mathieu Quesnel
Pour les articles homonymes, voir Quesnel.
 (juin 2024).
La mise en forme du texte ne suit pas les recommandations de Wikipédia : il faut le « wikifier ».
Les points d'amélioration suivants sont les cas les plus fréquents :
- Les titres sont pré-formatés par le logiciel. Ils ne sont ni en capitales, ni en gras.
- Le texte ne doit pas être écrit en capitales (les noms de famille non plus), ni en gras, ni en italique, ni en « petit »…
- Le gras n'est utilisé que pour surligner le titre de l'article dans l'introduction, une seule fois.
- L'italique est rarement utilisé : mots en langue étrangère, titres d'œuvres, noms de bateaux, etc.
- Les citations ne sont pas en italique mais en corps de texte normal. Elles sont entourées par des guillemets français : « et ».
- Les listes à puces sont à éviter, des paragraphes rédigés étant largement préférés. Les tableaux sont à réserver à la présentation de données structurées (résultats, etc.).
- Les appels de note de bas de page (petits chiffres en exposant, introduits par l'outil «  Source ») sont à placer entre la fin de phrase et le point final[comme ça].
- Les liens internes (vers d'autres articles de Wikipédia) sont à choisir avec parcimonie. Créez des liens vers des articles approfondissant le sujet. Les termes génériques sans rapport avec le sujet sont à éviter, ainsi que les répétitions de liens vers un même terme.
- Les liens externes sont à placer uniquement dans une section « Liens externes », à la fin de l'article. Ces liens sont à choisir avec parcimonie suivant les règles définies. Si un lien sert de source à l'article, son insertion dans le texte est à faire par les notes de bas de page.
- La présentation des références doit suivre les conventions bibliographiques. Il est recommandé d'utiliser les modèles {{Ouvrage}}, {{Chapitre}}, {{Article}}, {{Lien web}} et/ou {{Bibliographie}}. Le mode d'édition visuel peut mettre en forme automatiquement les références.
- Insérer une infobox (cadre d'informations à droite) n'est pas obligatoire pour parachever la mise en page.

Pour une aide détaillée, merci de consulter Aide:Wikification.
Si vous pensez que ces points ont été résolus, vous pouvez retirer ce bandeau et améliorer la mise en forme d'un autre article.
Mathieu Quesnel est un acteur, auteur et metteur en scène québécois, né en 1981 à Les Cèdres (Québec).

## Biographie
Mathieu a gradué du Conservatoire d'art dramatique de Montréal en 2006. Après sa formation, il exerce toutes sortes d'emplois pour gagner sa vie, avant de se voir offrir le rôle principal de la pièce «Au champ de Mars» au Théâtre La Licorne. Cette pièce deviendra en 2014 le film Le Vrai du faux réalisé par Émile Gaudreault. La même année, Mathieu est sélectionné pour faire partie des «comédiens maison» de SNL Québec qui est diffusé le samedi soir à Télé-Québec. Les portes du cinéma s'ouvrent pour Mathieu qui décroche également des rôles dans Le Règne de la beauté de Denys Arcand, dans Paul à Québec (film) de François Bouvier, ainsi que dans De père en flic 2 où il retrouve le réalisateur Émile Gaudreault.
De 2014 à 2024, il obtient des premiers rôles dans plusieurs émissions de télévision québécoises dont Lâcher prise, District 31 et Ruptures. Il se voit également confié l'animation de l'émission Sacrés Objets à TV5 Québec Canada.
Pendant la même période, sa carrière au théâtre va bon train. Il interprète plusieurs personnages marquants dont celui de Randle McMurphy dans l'adaptation théâtrale de Vol au-dessus d'un nid de coucou au Théâtre du Rideau vert, Greg dans L'Obsession de la beauté au Théâtre La Licorne, Jasper dans Les Flâneurs célestes au Théâtre Prospero, Benoit et Le gars de Vidéotron dans Deux Femmes en or de Catherine Léger à La Licorne et en tournée au Québec, ainsi que le rôle de Jean-Mathieu dans Les Ânes sœurs à Espace Libre puis en reprise à La Licorne.
Passionné par la création théâtrale depuis ses études en arts et lettres au Cégep de Valleyfield, Mathieu a écrit et mis en scène plusieurs comédies dans différentes salles à Montréal, principalement au Théâtre La Licorne, à Espace Libre, au Théâtre Jean-Duceppe ainsi qu'au Théâtre Périscope à Québec.
En 2016 il fait la rencontre du comédien Yves Jacques avec qui il développe une grande complicité. Ce dernier fera partie de plusieurs de ses créations.

## Œuvres
- Je suis mixte, créée à La Licorne en 2018[11] et publiée chez Dramaturges Éditeurs en 2020[12].
- L'amour est un dumpling, publiée en 2020[13] et produite en 2021 au Théâtre Duceppe[14].
- TRIP, créée en 2020 à Espace Libre[15].
- Cristal Country Club, créée en 2023 au Conservatoire d'art dramatique de Montréal[16].
- Les Ânes sœurs, créée en 2024 à Espace Libre et à La Licorne et publiée la même année[17].
- Projet Pirate, créée en 2024 à La Licorne[18].
- Songe d'une nuit d'été, adapté en 2025 au Théâtre du Rideau Vert.